# Karlebo Sogn
Karlebo Sogn er et sogn i Fredensborg Provsti (Helsingør Stift).
I 1800-tallet var Karlebo Sogn et selvstændigt pastorat. Det hørte til Lynge-Kronborg Herred i Frederiksborg Amt. Karlebo sognekommune dannede ved kommunalreformen i 1970 Karlebo Kommune, der ved strukturreformen i 2007 indgik i Fredensborg Kommune.
I Karlebo Sogn ligger Karlebo Kirke fra o. 1150, Nivå Kirke fra 1910 og Egedal Kirke fra 1990.
I sognet findes følgende autoriserede stednavne:
- Avderød (bebyggelse, ejerlav)
- Brønsholm (bebyggelse, ejerlav)
- Damsholte (bebyggelse)
- Donse (bebyggelse)
- Fredtofte (bebyggelse, ejerlav)
- Grønholt Hegn (areal, ejerlav)
- Gunderød (bebyggelse, ejerlav)
- Hesselrød (bebyggelse, ejerlav)
- Jellerød (bebyggelse, ejerlav)
- Karlebo (bebyggelse)
- Kirkelte (bebyggelse, ejerlav)
- Kirkelte Hegn (areal)
- Kokkedal (bebyggelse)
- Lille Gunderød (bebyggelse)
- Niverød (bebyggelse, ejerlav)
- Niverødgård (landbrugsejendom)
- Nivå (bebyggelse, vandareal)
- Nivågård (ejerlav, landbrugsejendom)
- Skørbæk (bebyggelse)
- Stasevang (areal, ejerlav)
- Ullerød (bebyggelse, ejerlav)
- Vejenbrød (bebyggelse, ejerlav)
- Åvænget (bebyggelse)